# Terremoto del Golfo de Moro de 1976
El terremoto del Golfo de Moro de 1976 se produjo el 17 de agosto de 1976, a las 00:11 hora local, cerca de las islas de Mindanao y Sulu, en Filipinas. Midió 8,0 en la escala de magnitud de momento y ocurrió a una profundidad de 33 kilómetros. El terremoto estuvo acompañado de un tsunami destructivo que provocó la mayoría de las muertes estimadas entre 5.000 y 8.000. Fue el terremoto más mortífero y fuerte en Filipinas en 58 años desde el terremoto del Mar de Célebes de 1918.

## Entorno tectónico
Varias zonas de fallas en la región son capaces de producir grandes terremotos y destructivos tsunamis locales. Las dos zonas de falla principales que son más peligrosas son la Fosa de Sulu en el Mar de Sulu y la Fosa de Cotabato, una región de subducción que cruza el Mar de Célebes y el Golfo de Moro en el sur de Mindanao. Según el catálogo histórico de terremotos de los últimos 100 años del Instituto Filipino de Vulcanología y Sismología, esta región del sur de Filipinas se caracteriza por una sismicidad de moderada a alta. El terremoto más reciente a lo largo de la región de subducción de la Fosa de Cotabato fue el terremoto del 6 de marzo de 2002 en el sur de Mindanao.

## Terremoto
El terremoto ocurrió en una región donde la sismicidad típica se origina a 500 kilómetros de profundidad en las zonas Wadati-Benioff asociadas con la subducción a lo largo de las islas Sangihe y Mindanao. Filipinas se caracteriza por varias zonas de subducción activas y complejas. La más dominante geológicamente de la región es la Fosa de Filipinas ubicada al este de Mindanao. Desciende hacia el oeste, como lo representa la zona Wadati-Benioff, que se puede detectar hasta al menos 200 kilómetros.
El terremoto principal tuvo una profundidad focal poco profunda y representó una falla de empuje a lo largo de un plano que se inclina hacia el noreste en un ángulo poco profundo. El terremoto en el Mar de Célebes del Norte estuvo asociado con la fosa de Cotabato, más pequeña; una característica batimétrica de norte a sur a lo largo de la costa de la isla donde se encuentra con el Golfo de Moro. Los geólogos han interpretado el terremoto como evidencia de una subducción con orientación este-noreste debajo de Mindanao. También se cree que la característica es geológicamente joven debido a la ausencia de un arco volcánico activo. El 15 de agosto de 1918, un gran terremoto de 8,3 y un tsunami rompieron un segmento de la zona de subducción al sur del terremoto de 1976; ambos terremotos rompieron un total de 300 kilómetros de la trinchera. La ruptura se propagó hacia el norte desde el epicentro a lo largo de la Fosa de Cotabato, evidente desde la zona de réplicas. Sin embargo, la réplica más fuerte, doce horas después, de magnitud 6,8, fue el resultado de una falla de deslizamiento y se produjo lejos de la zona de la réplica.

## Impacto
El terremoto inicial fue generalizado y se sintió hasta las islas centrales de Filipinas, Visayas. Un enorme tsunami devastó 700 kilómetros de costa que bordean el Golfo de Moro en el mar de Célebes del Norte, provocando destrucción y muerte en las comunidades costeras del archipiélago de Sulu, en el sur de Mindanao, en particular en las provincias de Sultán Kudarat y Sarangani, y en la península de Zamboanga, incluida Zamboanga y Pagadían.
La altura máxima de las olas alcanzó los 9 metros en Lebak en la isla; 4,3 metros en Alicia; 3 metros en la bahía de Resa en la costa oriental de Basilan; y en las islas de Jolo y Sacol.Al menos 5.000 personas murieron durante el terremoto y el tsunami, y miles más siguen desaparecidas.Algunos informes dicen que hasta 8.000 personas perdieron la vida en total, y el noventa por ciento de todas las muertes se debieron al posterior tsunami.
Inicialmente se contabilizaron oficialmente más de 8.000 personas muertas o desaparecidas, 10.000 heridas y 90.000 personas sin hogar, lo que lo convierte en uno de los desastres más devastadores de la historia de las Islas Filipinas.Después del terremoto inicial, la gente no era consciente de la necesidad de trasladarse a terrenos más altos; cuando llegó el tsunami, arrastró a la mayoría de las víctimas al mar.Con base en la investigación realizada en la región afectada se confirmó que las olas alcanzaron hasta 4 a 5 metros cuando azotaron las zonas. Hubo informes de una débil actividad de tsunamis hasta Japón.
En Zamboanga, 14 edificios resultaron parcialmente dañados. La ciudad se salvó de los graves daños del tsunami provocado por este terremoto porque la isla Basilan y las islas Santa Cruz sirvieron de amortiguador y desviaron las olas.